# Нойлибель

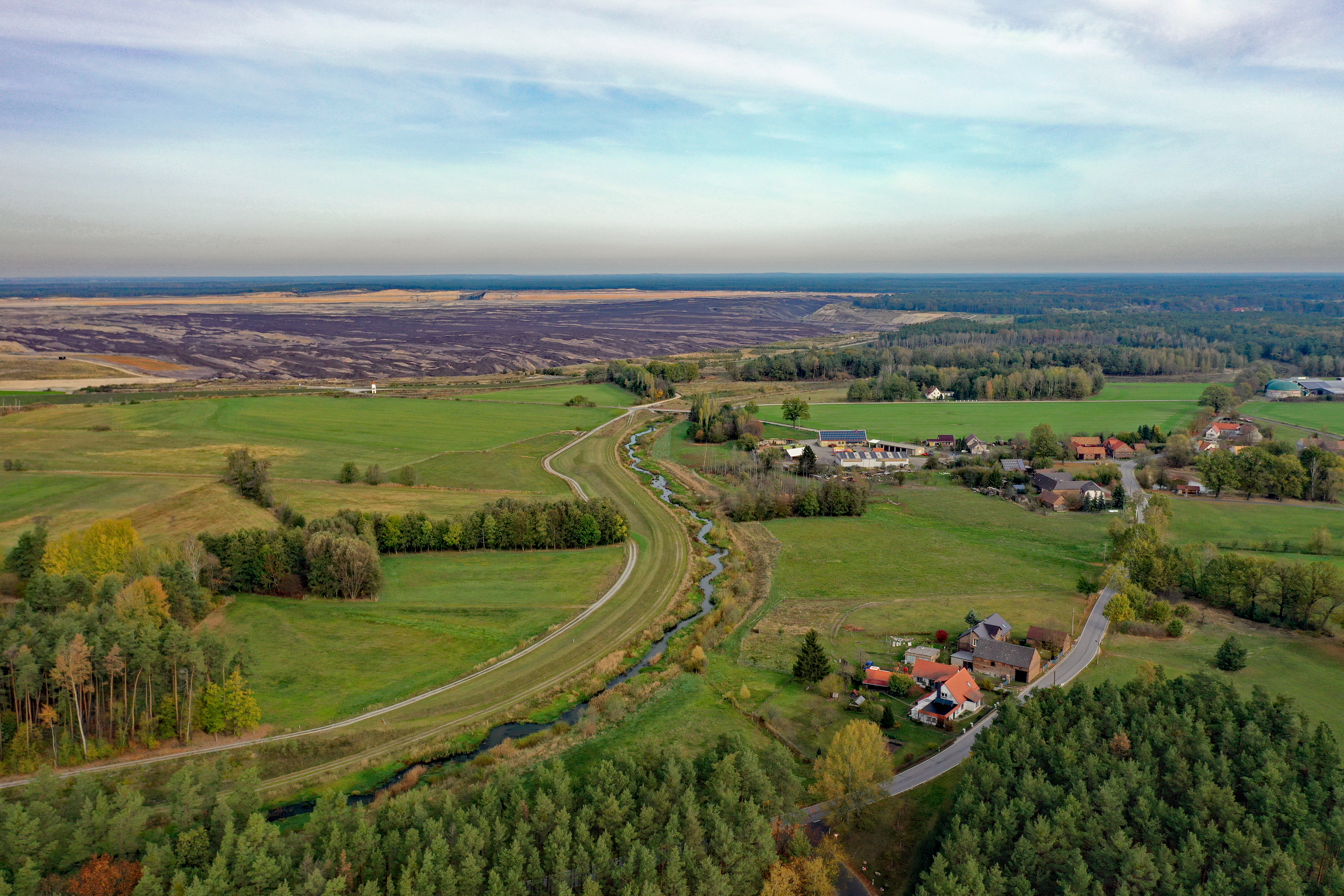

Нойлибель или Новы-Любольн (нем. Neuliebel; в.-луж. Nowy Lubolń) — деревня в Верхней Лужице, Германия. Входит в состав коммуны Ричен района Гёрлиц в земле Саксония. Подчиняется административному округу Дрезден.

## География
Находится в южной части Лужицких озёр. На севере от деревни располагается Райхвальдский угольный карьер и на юге — массивный лесной массив, входящий в биосферный заповедник «Пустоши и озёра Верхней Лужицы». Через деревню проходит автомобильная дорога S131.
Соседние населённые пункты: на северо-востоке — деревня Гаморшч, востоке — деревня Дельне-Брусы и город Ниски, на юго-западе — деревня Чернск коммуны Креба-Нойдорф и на западе — деревня Рыхвалд.

## История
Впервые упоминается в 1603 году под наименованием Neu-Lublein, под современным — с 1768 года. В 1992 году вошла в состав современной коммуны Ричен.
Развитие деревни непосредственно связано с Райхвальдским угольным карьером, который стал разрабатываться в XVIII веке. Наибольшая численность в 90 жителей зафиксировано в 1925 году. После закрытия угольного карьера в начале 1990-х годов численность жителей упала до 44 человек в 2009 году.
В настоящее время деревня входит в состав культурно-территориальной автономии «Лужицкая поселенческая область», на территории которой действуют законодательные акты земель Саксонии и Бранденбурга, содействующие сохранению лужицких языков и культуры лужичан.
Исторические немецкие наименования
- Neu-Lublein, 1603
- Neu Liebel, 1768

## Население
Официальным языком в населённом пункте, помимо немецкого, является также верхнелужицкий язык.
Согласно статистическому сочинению «Dodawki k statisticy a etnografiji łužickich Serbow» Арношта Муки в 1884 году в деревне проживало 91 человека (из них — 5 серболужичанина.
| 1825 | 1871 | 1885 | 1905 | 1925 | 2009 |
| ---- | ---- | ---- | ---- | ---- | ---- |
| 71   | 91   | 80   | 70   | 90   | 44   |